# 科帕區
10°23′11″S 77°04′45″W / 10.3864°S 77.0792°W
科帕區（西班牙語：Distrito de Copa），是秘魯的一個區，位於該國中南部利馬大區的卡哈坦博省，始建於1857年1月2日，面積212.2平方公里，海拔高度3,410米，2005年人口1,052，人口密度每平方公里5人。